# کارلوس رودریگس
کارلوس رودریگس (اسپانیایی: Carlos Rodríguez‎؛ زادهٔ ۱۵ ژانویهٔ ۱۹۶۶) کارگردان فیلم، تهیه‌کننده فیلم، فیلم‌نامه‌نویس، تدوین‌گر اهل اسپانیا است. وی از سال ۱۹۹۴ میلادی تاکنون مشغول فعالیت بوده‌است و بنیان‌گذار «مورگان کریتیووس» است.
از فیلم‌ها یا مجموعه‌های تلویزیونی که وی در آن‌ها نقش داشته‌است می‌توان به منطقه بی‌نام اشاره نمود.